# Identitätstheorie (Philosophie des Geistes)
Die Identitätstheorie ist eine der klassischen Positionen der Philosophie des Geistes. Sie ist eine naturalistische Theorie, deren zentrale These ist, dass mentale Zustände mit neuronalen Zuständen identisch sind. 

## Vom Semantischen Physikalismus zur Identitätstheorie
Die Identitätstheorie wurde in den 1950er Jahren von Ullin Place und John Smart formuliert. Die beiden Philosophen gingen von zwei Annahmen aus:
1. Der Semantische Physikalismus, der jedes mentale Prädikat vollständig durch (bedeutungsgleiche) Ausdrücke einer physikalistischen Sprache zu reduzieren versucht, scheitert. Nicht alle mentalen Prädikate können in physikalistischer Sprache definiert werden: so können etwa Empfindungen (wie Farbwahrnehmungen oder Schmerzen) offenbar nicht vollständig mit Hilfe von Ausdrücken einer physikalistischen Sprache definiert werden und sind somit auch nicht auf physische Eigenschaften reduzierbar.
2. Der Dualismus von Geistigem und Körperlichem ist falsch – aus dem Scheitern des Semantischen Physikalismus muss nicht auf das generelle Scheitern des Materialismus geschlossen werden.

Place und Smart stellen dagegen die These auf, dass Bewusstsein bzw. mentale Zustände wie Empfindungen mit Gehirnzuständen identisch sind. Diese Identität sei mithin keine Frage der Bedeutung mentaler Ausdrücke, wie es im Semantischen Physikalismus angenommen wurde, sondern einfach eine empirische Entdeckung.
Die systematische Entwicklung der Identitätstheorie ist eine Leistung des 20. Jahrhunderts. Schon vor Smart und Place wurde sie im Umfeld des Wiener Kreises diskutiert, sie wurde von Moritz Schlick erdacht und im Verlauf der 1950er Jahre vor allem von Feigl fortgeführt und präzisiert. 
Nachdem sich der Semantische Physikalismus im Laufe der 1950er und 1960er Jahre als praktisch und theoretisch undurchführbar erwiesen hatte, wurde die Identitätstheorie im Anschluss an Place und Smart über den engeren Bereich des Bewusstseins und der Empfindungen hinaus auch auf den Bereich propositionaler Einstellungen ausgedehnt. Heute wird die Identitätstheorie meistens mit der These verbunden, dass alle mentalen Zustände identisch mit Gehirnzuständen sind.
Die Identitätstheorie kann mit Hilfe einfacher Beispiele erläutert werden – etwa der Identität von Wasser und H2O. Wenn wir feststellen, dass Wasser mit H2O identisch ist, so haben wir das Phänomen "Wasser" wissenschaftlich erklärt. Analog dazu: Wenn wir festgestellt haben, dass ein mentaler Zustand mit einem Gehirnzustand identisch ist, so haben wir das Phänomen "mentaler Zustand" wissenschaftlich erklärt. Zu beachten ist, dass Wasser eine andere Bedeutung hat als H2O. Zur Bedeutung von H2O gehört etwa, ein Molekül zu sein. Zur Bedeutung von Wasser gehört das nicht. Trotzdem könnte man sagen, dass Wasser mit H2O identisch ist. Zwei Entitäten können identisch sein, ohne dass sie bedeutungsgleich sind. Analog dazu: Ausdrücke für mentale Zustände und Ausdrücke für Gehirnzustände haben unterschiedliche Bedeutungen, können aber dennoch auf dasselbe Phänomen verweisen und somit Identisches bezeichnen. Dies ermöglicht eine materialistische Position jenseits des Semantischen Physikalismus.
Die Identitätstheorie wurde für kurze Zeit die wichtigste Position in der analytischen Philosophie des Geistes; sie hat diesen Teilbereich der Philosophie in seiner heutigen Form wesentlich geprägt. Schon Ende der 1960er Jahre wurde dieses Konzept von vielen Philosophen jedoch wieder abgelehnt.

## Typenidentität vs. Tokenidentität

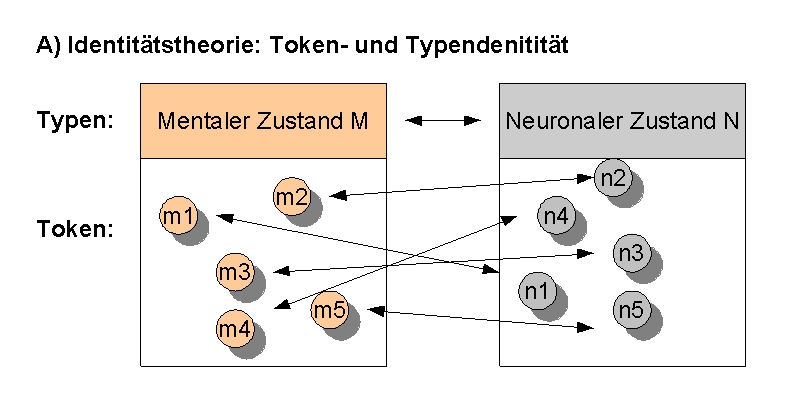
Darstellung der Identitätstheorie: Alle mentalen Zustände m1-m5 gehören dem gleichen mentalen Type (etwa „Blauwahrnehmung“) an. Sie sind mit neuronalen Zuständen n1-n5 identisch, die wiederum dem gleichen neuronalen Type angehören. Die Types sind somit auch identisch.

Der Unterschied zwischen Type und Token lässt sich an folgendem Beispiel illustrieren: Die Buchstabenreihe ABBAAC enthält drei Typen (A, B, C), wenn man allerdings die Token zählt, befinden sich sechs Buchstaben in der Reihe.   
Die generelle Identitätstheorie postuliert eine Typenidentität. Diese geht davon aus, dass jedem Typ (Type) eines mentalen Zustands ein bestimmter Typ eines Gehirnzustandes zugeordnet ist. Die Typenidentitätstheorie fordert demnach eine Eins-Zu-Eins-Zuordnung von neuronalen und mentalen Zuständen (siehe Abbildung). An dieser Stelle greift der in Kapitel Einwände gegen die Identitätstheorie aufgelistete Einwand der multiplen Realisierung. 
Der Anomale Monismus hingegen fordert eine Tokenidentität (Token = Einzelvorkommnis). Dieser behauptet demnach, dass jedes einzelne mentale Ereignis (Token) identisch mit einem einzelnen physischen Ereignis (Token) ist.
Die Typenidentitätstheorie impliziert die Tokenidentiät, da diese besagt, dass Mengen mentaler Token mit Mengen neuronalen Token identisch sind. Dies gilt allerdings nicht umgekehrt.

## Einwände gegen die Identitätstheorie
Die Identitätstheorie war von Anfang an mit vielen Einwänden konfrontiert. Hier sind zwei genannt:
1. Die Identitätstheorie wurde allgemein als reduktionistische Theorie verstanden, die das Mentale auf das Physische zurückführen will. Identität ist jedoch eine symmetrische Relation. Daher wurde argumentiert, dass die Identitätstheorie nicht nur das Mentale materialisiere, sondern auch das Materielle "vergeistige": Den Gehirnzuständen würden mentale Eigenschaften zugesprochen.
Zur Verdeutlichung kann das o. g. Beispiel der Identität von Wasser und H2O dienen. Wasser hat etwa die Eigenschaften flüssig und durchsichtig zu sein. Wenn Wasser und H2O aber in Wirklichkeit identisch sind, so müssen sie die gleichen Eigenschaften haben: Wasser ist ja nichts anderes als H2O. Also gilt auch für H2O, dass es flüssig und durchsichtig ist. Gilt dieses Beispiel auch für die Identität von mentalem Zustand und Gehirnzustand? Ist es sinnvoll, von einem neuronalen Zustand zu sagen, dass er schmerzhaft oder stechend sei?
2. Der entscheidende Einwand bezieht sich jedoch auf die multiple Realisierung: Ein mentaler Zustand kann in verschiedenen Wesen durch ganz verschiedene Gehirnzustände realisiert sein. Dies gilt weiterhin nicht nur für verschiedene Wesen/Spezies, sondern auch für unterschiedliche Personen und ist sogar bei derselben Person innerhalb eines Lebens möglich.[3] Verdeutlicht wird das an dem Beispiel Schmerzen als mentaler Zustand, welcher nicht mit einem bestimmten Gehirnzustand identisch ist: Menschen können Schmerzen haben, auch Katzen und (wahrscheinlich) Lurche. Nun ist es aber unwahrscheinlich, dass allen Wesen im gleichen neuronalen Zustand sind, wenn sie Schmerzen haben. Zu verschieden sind die Gehirne. Nennen wir die neuronalen Zustände M (beim Menschen), K (bei der Katze) und L (beim Lurch). Wenn nun die verschiedenen neuronalen Zustände M, K und L alle Schmerzen realisieren, so kann der mentale Zustand Schmerz nicht nur mit einem dieser Zustände identisch sein.

## Von der Identitätstheorie zum Funktionalismus – und zurück?
Insbesondere der Einwand der multiplen Realisierung trug zu einem rasanten Popularitätsverlust der Identitätstheorie bei. Hilary Putnam, der den Einwand 1967 ins Spiel gebracht hatte, bot auch gleich eine Alternative an: den Funktionalismus. Die verschiedenen Gehirnzustände sollten alle einen funktionalen Zustand realisieren, der dann mit dem mentalen Zustand identisch sei. Als Beispiel kann der Bauplan einer Uhr herangezogen werden: Der Bauplan spezifiziert funktionale Zustände. Dabei kann die Uhr aus diversen Materialien gebaut werden, die alle die funktionalen Zustände realisieren. Der Funktionalismus wurde für die folgenden Jahrzehnte zur „orthodoxen Lehre“ in der Philosophie des Geistes.
In letzter Zeit treten jedoch wieder vermehrt Stimmen auf, die eine Rückkehr zur Identitätstheorie fordern. Es wird darauf hingewiesen, dass der Funktionalismus das Problem der Qualia nicht lösen konnte. Zudem spielen Überlegungen von Jaegwon Kim zur multiplen Realisierung hier eine große Rolle.